# Setarchidae
Setarchidae es una familia de peces marinos del orden Scorpaeniformes, distribuidos por los océanos Atlántico, Índico y Pacífico.
Se considera una familia aún en estudio y por completar, para la que incluso se ha sugerido un nuevo nombre.

## Géneros y especies
Según ITIS esta no se considera una familia válida, sus especies las integra dentro de la familia Scorpaenidae.
Según FishBase en esta familia se encuadran 7 especies, agrupadas en 3 géneros:
- Género Ectreposebastes (Garman, 1899)
  - Ectreposebastes imus (Garman, 1899) - Rascacio profundo o pez diablo de profundidad.
  - Ectreposebastes niger (Fourmanoir, 1971)
- Género Lioscorpius (Günther, 1880)
  - Lioscorpius longiceps (Günther, 1880)
  - Lioscorpius trifasciatus (Last, Yearsley y Motomura, 2005)
- Género Setarches (Johnson, 1862)
  - Setarches armata (Fowler, 1938)
  - Setarches guentheri (Johnson, 1862) - Rascacio serrano, rascacio acanalado o rascacio cabecirrecto.
  - Setarches longimanus (Alcock, 1894)